# Осада Мобёжа (1793)
Осада Мобёжа (фр. Siège de Maubeuge) длилась с 30 сентября по 16 октября 1793 года. Австрийская армия Саксен-Кобурга осадила крепость и военный лагерь при ней, которыми командовали французские генералы Жан Нестор Шансель и Жан Анри Бекэ Ферран, с целью открыть себе прямой путь на столицу Франции Париж. Австрийцы сняли осаду после своего поражения в битве при Ваттиньи против армии Журдана, пришедшей на помощь крепости.

## Перед осадой
Мобеж находился на прямой дороге из Монса в Париж и был главным пунктом соединения Северной и Арденнской армий, поэтому имел для французов важное стратегическое значение.
Неудачные действия герцога Йоркского против Дюнкерка и потеря части западной Фландрии вынудили союзников обратить внимание на Мобёж и попытаться осадить его, так как крепость заставляла делать большой обход транспортам и войскам, направляемым из Нидерландов, а также угрожала сообщениям с войсками, действовавшими на Рейне. Обладание Мобёжем также должно было обеспечить союзникам базу для операций на центральной линии между Самброй и Маасом и сделать их хозяевами важных выходов, которые предоставили бы им равнины Сен-Кантена и Уазы, то есть дороги на Париж.
Лагерь при Мобёже мог вместить две дивизии. Он занимал высоты, которые доминируют над окрестностями. Крепость Мобёж защищала его тыл, находившийся под её стенами. С фронта он был прикрыт двумя болотистыми оврагами. Левый фланг опирался на речку Маркиен, а правый — на Самбру. Среди множества сооружений, которые были возведены для защиты подходов, одним из самых важных был редут Волка, построенный на шоссе, идущем в Ландреси; но он не был достроен, и траншея, которая должна была соединить его с лагерем, не была готова, что позже стало причиной нескольких стычек из-за близости Ла-Сенс-дю-Шато, занятого осаждающими.
Справа и слева от укрепленного лагеря перед Мобёжом на Самбре стояли дивизии Дежардена и Майера. Первая, которая прикрывала Верхнюю Самбру, располагалась лагерем в Башане.

## Осада
Принц Саксен-Кобургский перебросил мосты через Самбру и пересек эту реку 29 сентября. Он разделил свою армию на одиннадцать колонн: шесть справа, наступавшие на дивизию Дежардена, совершили переход около Берлемона; пять слева, направленные против дивизии Майера, охранявшей Жёмон, переправились через реку в Солре.
Дивизия Дежардена пыталась противостоять колоннам генералов Клерфайта и Коллоредо, не через какое-то время была опрокинута. Дежардену ненадолго удалось сплотить её у Буа-де-Бофора, но там она снова распалась, и солдаты в беспорядке бежали в лагерь у Мобежа.
Атакованная левыми колоннами во главе с фельдмаршалом Латуром дивизия Майера также, как и дивизия Дежардена, в беспорядке отступила. Майер, отброшенный назад к Шарлеруа, таким образом был отделен от Мобежа и всех коммуникаций.
Кобург, оттеснив к Мобежу все республиканские аванпосты, с помощью кордона, образованного войсками Коллоредо, расположил лагерь на правом берегу Самбры. Латур был поставлен рядом с Отриньи и Серфонтэном, со стороны шоссе на Бомон. Другие части разбили лагерь за Бофором и у авенского шоссе.
Дивизия Венкгейма расположилась в Энгле-Фонтене; дивизия Бенёвского — слева, в направлении Бомона; Гаддик — в Колльере, Клерфайт с резервным корпусом — на дорогах к Авену и Ландреси. Голландская армия, численностью около 15 000, прибыла 5 октября и заняла левобережье, став у Ротелена и Глизелле.
Огромные сооружения были возведены со всех сторон на холмах, где располагались эти войска, численность которых составляла 65 000 человек. Леса Серю, Кенуа, Бомпер, Сез-дю-Шато, деревни Отмон, Феррьер-ла-Гранд и Серфонтэн ощетинились засеками и ретраншементами. Тилльский лес также был огражден частоколом и укреплен. Все высоты были окружены засеками, канавами, частоколами. Союзники начали устанавливать две двадцатиорудийные батареи 24-фунтовых орудий. Предполагалось прежде всего артиллерийским огнем поджечь склады, чтобы ускорить сдачу этого крепости и лагеря, которые были плохо снабжены продовольствием.
В свою очередь, французы, укрывшиеся в крепости и лагере при ней, имея численность в 20 тысяч штыков и сабель, зная, что недалеко, в Гизе, концентрируются войска, предназначенные деблокировать Мобеж, постоянно производили вылазки, беспокоившие осаждающих.
30 сентября колонна из 8000 человек вышла через люнет Филиппвиля и двинулась к Серфонтэну. Возле Буа-де-Бомпер завязался бой с австрийской кавалерией и поддерживающими её двумя батареями конной артиллерии. С обеих сторон началась артиллерийская перестрелка, после которой австрийцы провели кавалерийскую атаку, но французские драгуны контратаковали, разбили и преследовали их до Серфонтэна.
1 октября 400 гренадеров в пять часов вечера совершили первую вылазку в лес Серю, где противник уже начал осадные работы. Сильная австрийская колонна вышла из Серфонтэна и, поддерживаемая несколькими артиллерийскими орудиями, двинулась на них. Французские гренадеры были вынуждены отступить перед превосходящими силами противника. Вскоре после этого австрийцы двинулись вперед и напали на Феррьер-Ла-Гранд, а также на оружейную мануфактуру, которая была ими взята и сожжена, как и окружающие деревни.
Однако через несколько дней французские генералы посчитали необходимым совершить вылазку на Ла-Сенс-дю-Шато. Было решено уничтожить этот пост, откуда противник угрожал редуту Волка. 6 октября французы произвели вылазку, но стены фермы были такими прочными и толстыми, что их нельзя было разбить. Пока они подводили мину, чтобы подорвать их, австрийцы вернулись в большем количестве и заставил французов отступить.
7 октября произошла новая атака на Ла-Сенс, и, несмотря на усиление в виде трех пушек и венгерского батальона, французы снова заняли этот пост, выбив венгров.
Так как Ла-Санс остался за французами, которые приступили к разборке стен и стали срубать деревья, защищавшие подход, Кобург, который также понимал важность этого поста, послал туда многочисленные подкрепления. Французы успели только поджечь Ла-Сенс и отступили. Но австрийцы потушили огонь и снова заняли пост, что позволило им ужесточить блокаду.
9 октября австрийцы долго обстреливали лагерь из артиллерийских орудий. Французы, чтобы противнику было трудно корректировать огонь, разобрали ветряные мельницы и срубили Деревья свободы, которые находились в их лагере.
13 октября произошла наиболее серьёзная вылазка. Генерал Ферран, командовавший лагерем в Мобёже, узнав, что осаждающие собирают свои основные осадные средства в Тилльских лесах, решил их выбить оттуда. Атака началась ночью. Австрийские аванпосты были застигнуты врасплох, и в считанные минуты их солдаты убиты штыками. Две республиканские колонны вошли в лес и ударили в штыки по австрийцам, которые были мгновенно разбиты, а первые редуты захвачены. Когда французы собирались захватить следующие редуты, справа по ним был открыт артиллерийский огонь, как позже оказалось, со стороны своих. Австрийцы, воспользовавшись замешательством, контратаковали, и республиканцы были вынуждены отступить, потеряв в эту роковую ночь примерно 400 человек погибшими.
За две недели осады противник подвел свои позиции ближе к лагерю, и в ночь с 14 на 15 октября осадные батареи австрийцев, начали обстрел крепости. Но к этому времени французская деблокирующая армия Журдана подошла с юга к Мобёжу и завязала бои у Ваттиньи, атаковав позиции обсервационного корпуса, расположившегося южнее осажденной крепости. По причине разногласия между комендантом крепости Шанселем и комендантом лагеря Ферраном гарнизон и лагерь Мобежа не поддержали армию Журдана и не ударили по осадным корпусам Латура и Коллоредо, позволив австрийцам, разбитым при Ваттиньи, спокойно перейти на северный берег Самбры. Только 17 октября гарнизон послал колонну на юг для встречи с Журданом, а не на север, чтобы преследовать отступающие войска коалиции.

## Результаты
Журдан довольствовался победой при Ваттиньи и снятием осады Мобёжа и не стал преследовать отступающие союзные войска, даже не переправился на северный берег Самбры. Только через несколько дней французами были возвращены Маршьен, Вервик, Менен, Фюрн и другие менее важные пункты. Кобург довольствовался тем, что восстановил прежнюю оборонительную линию от Фюрна до Тюэна на Самбре, ниже Мобёжа, и расположился на зимние квартиры, завершив кампанию 1793 года, которая началась с больших надежд и закончилась разочарованием.